# Scrupulaspis victoriae
Scrupulaspis victoriae är en insektsart som först beskrevs av Green 1905.  Scrupulaspis victoriae ingår i släktet Scrupulaspis och familjen pansarsköldlöss. Inga underarter finns listade i Catalogue of Life.